# Falaba
Falaba – miasto w Sierra Leone, w prowincji Wschodniej, w dystrykcie Kailahun. Liczba ludności wynosi około 16 000 mieszkańców. 